# Gyurikovits Mátyás
Gyurikovits Mátyás (néhol Gyurkovics) (Csermend, 1826. február 20. – Nyitra, 1888. november 30.) apát-kanonok.

## Élete
1849-ben miséspappá szentelték. Szentszéki jegyző és 1857-ben nyitrai plébános lett. 1860-tól alesperes, 1871-től nyitrai kanonok, 1878-tól apát.
A Szent István Társulat irodalmi osztályának tagja volt. Hagyatékilag hagyott éves pénzjáradékot a nyitrai Szent Ágoston Egyesület javára, melynek alapító tagja volt. Adományaival gyarapította a Nyitrai Piarista Gimnázium régiséggyűjteményét.
Halála után december 3-án a nyitrai piarista főgimnázium gyászünneppel emlékezett meg róla.

## Elismerései
- Ferenc József-rend lovagkeresztje a nyitravárosi katholikus elemi iskolák érdekében tanúsított tevékenységeért

## Művei
- 1870 Néhány szó az úgynevezett polgári házasságról. Pest. (Különnyomat a Magyar Államból)
- 1881 Öröm-koszorú dr. Roskoványi Ágoston, nyitrai püspök, b. t. tanácsossá lett kinevezésére. Budapest. (óda)
- 1881 Öröm- és hála-hangok dr. Roskoványi Ágoston nyitrai püspök félszazados áldozári jubileumára. Nyitra. (elégia)
- 1884 Fiúi-hódolat dr. Roskoványi Ágoston nyitrai püspöki székfoglalása negyedszázados jubileumára. Nyitra. (óda)

Cikkei jelentek meg:
- a Religióban (1855. II. 44. sz. Sóretz Imre, rákonyi apát, 1664-66. Acta et decreta concilii provincialis Colonensis, 1866. Az egyházi szónoklat feladatáról, 1867. A pápa és a forradalom, dr. Newman beszéde után, 1879. A vasárnap megszentelésének nagy fontossága, 1880. Aquinói sz. Tamás bölcsészete és a morál s jog alapelvei, Az emberi törvényhozás alapja és forrása, A keresztény és modern jogelvek. Dr. Stöckl apologetikai-bölcsészeti s társadalompolitikai tanulmányai, A papi nőtlenségről, dr. Laurin művének ismertetése, 1881. A «Te Deum», 1884. A felekezet nélküli ima)
- az Idők Tanujában (1860. 268. sz. Uralkodók, köztük magyar királyok jelmondatai, 1864. A würzburgi kath. congressusról, eredeti tudósítások, Dupanloup Felix orleansi püspök rövid életrajza, Pressensé itélete Renan munkája felett, 1865. A szegénységi ügyről, A műkedvelői előadásokról, 1866. A rumán egyház, A háború iszonyatosságairól, A cholera elleni óvszer, 1867. A nemzetiségi elv és kereszténység, A katholicismus állapota Görögországban)
- a Katholikus Hetilapban (1865. A szent karácsony, A husvét, 1866. Nagyböjti elmélkedések, 1867. Máriahava, vagy is a májusi ájtatosság)
- a Magyar Sionban (1865. Az igazság a legendákban, Wiseman bibornok előadása nyomán, 1866. A legendák és mesékben rejlő történelmi igazságról)
- a Tanodai Lapokban (1868. Rövid értekezések a nevelés és tanítás köréből)
- a Magyar Államban (1880. A keresztény tekintély, elv, A közvélemény, 1888. A hullaégetésről)